# Rio Verde (film)
Pour les articles homonymes, voir Rio Verde.
Rio Verde (Something Big) est un film américain réalisé par Andrew V. McLaglen, sorti en 1971.

## Synopsis
Joe Baker rêve de faire un dernier "grand coup" avant de se ranger et, pour le réussir, il lui faut se procurer une Gatling, une arme d'une grande puissance de feu. Mais la mitrailleuse se trouve déjà en possession du dénommé Johnny Cobb, un autre hors-la-loi. Et celui-ci prétend la lui céder s'il obtient sa seule exigence : une femme en échange. Joe Baker va alors en kidnapper une dans une diligence et découvrir qu'elle est l'épouse du colonel du fort local.

## Fiche technique
- Titre original : Something Big
- Titre français : Rio Verde
- Réalisation : Andrew V. McLaglen
- Scénario : James Lee Barrett
- Direction artistique : Alfred Sweeney
- Décors : Alfred Sweeney
- Costumes : Ray Summers et Richard Bruno
- Maquillage : Hank Edds et Don Schoenfeld
- Photographie : Harry Stradling Jr.
- Montage : Robert Simpson
- Musique : Marvin Hamlisch
- Lyriques : Burt Bacharach et Hal David
- Production :
  - Producteur : James Lee Barrett et Andrew V. McLaglen
  - Producteur associé : Harry Bernsen
- Société(s) de production : Cinema Center Films, Penbar Productions et Stanmore Productions
- Société(s) de distribution : National General Pictures
- Pays de production :  États-Unis
- Année : 1971
- Langue originale : anglais
- Format : couleur (Technicolor) – 35 mm – 1,85:1 – mono
- Genre : western
- Durée : 108 minutes
- Dates de sortie :
  - États-Unis (Las Vegas) : 11 novembre 1971
  - France : 4 octobre 1972

## Distribution
- Dean Martin (VF : André Valmy) : Joe Baker
- Honor Blackman (VF : Paule Emanuele) : Mary Anna Morgan
- Brian Keith (VF : Jacques Berthier) : le colonel Morgan
- Ben Johnson (VF : Nicolas Vogel) : Jesse Bookbinder
- Carol White (VF : Béatrice Delfe) : Dover McBride
- Don Knight (VF : Pierre Trabaud) : Tommy MacBride
- Harry Carey Jr. (VF : Raoul Delfosse) : Joe Pickins
- Albert Salmi (VF : Francis Lax) : Johnny Cobb
- Robert Donner (VF : Claude Joseph) : Angel Moon
- Joyce Van Patten (VF : Perrette Pradier) : Polly Standall
- Judi Meredith : Carrie Standall
- Merlin Olsen : le sergent Fitzsimmons
- Edward Faulkner (VF : Jacques Richard) : le capitaine Tyler
- Denver Pyle (VF : Harry-Max) : Junior Frisbee
- John Kelly (VF : Jean-Henri Chambois) : le barman
- Paul Fix : Yellow Sun, le chef indien
- Armand Alzamora (VF : Gérard Hernandez) : Luis Munos
- David Huddleston (VF : Pierre Garin) :  Malachi Morton
- Shirleena Manchur : la fille dans la diligence
- Enrique Lucero (es) (VF : Serge Lhorca) : l'indien

## Bande originale
- Something Big
  - Musique de Burt Bacharach
  - Lyrics de Hal David
  - Interprété par Mark Lindsay
- The Girl I Left Behind Me (non crédité)
  - Musique traditionnelle
- Scotland the Brave (non crédité)
  - Musique traditionnelle